# Meridià 8 a l'oest
El meridià 8 a l'oest de Greenwich és una línia de longitud que s'estén des del pol Nord travessant l'oceà Àrtic, Europa, l'oceà Atlàntic, Àfrica, l'oceà Antàrtic, i l'Antàrtida fins al pol Sud.
El meridià 8 a l'oest forma un cercle màxim amb el meridià 172 a l'est. Com tots els altres meridians, la seva longitud correspon a una semicircumferència terrestre, uns 20.003,932 km. Al nivell de l'Equador, és a una distància del meridià de Greenwich de 891 km.
El Sistema de referència Irish Grid usa el punt 53° 30′ N, 8° 0′ O / 53.500°N,8.000°O com el seu veritable origen.

## De Pol a Pol
Començant en el pol Nord i dirigint-se cap al pol Sud, aquest meridià travessa:
| Coordenades                           | País, territori o mar | Notes |
| ------------------------------------- | --------------------- | --- |
| 90° 0′ N, 8° 0′ O / 90.000°N,8.000°O  | Oceà Àrtic            | |
| 82° 5′ N, 8° 0′ O / 82.083°N,8.000°O  | Oceà Atlàntic         | |
| 71° 9′ N, 8° 0′ O / 71.150°N,8.000°O  | Noruega               | Illa de Jan Mayen |
| 71° 1′ N, 8° 0′ O / 71.017°N,8.000°O  | Oceà Atlàntic         | Passa a l'oest de l'illa de Mykines, Illes Fèroe (a 62° 6′ N, 7° 40′ O / 62.100°N,7.667°O) · Passa a l'oest de les illes Monach, Escòcia, Regne Unit (a 57° 31′ N, 7° 40′ O / 57.517°N,7.667°O) · Passa a l'oest de l'illa de Mingulay, Escòcia, Regne Unit (a 56° 48′ N, 7° 40′ O / 56.800°N,7.667°O) |
| 55° 13′ N, 8° 0′ O / 55.217°N,8.000°O | Irlanda               | |
| 54° 32′ N, 8° 0′ O / 54.533°N,8.000°O | Regne Unit            | Irlanda del Nord |
| 54° 21′ N, 8° 0′ O / 54.350°N,8.000°O | Irlanda               | Passa a l'oest d'Athlone (a 53° 25′ N, 7° 56′ O / 53.417°N,7.933°O) |
| 51° 51′ N, 8° 0′ O / 51.850°N,8.000°O | Oceà Atlàntic         | |
| 43° 42′ N, 8° 0′ O / 43.700°N,8.000°O | Espanya               | |
| 41° 50′ N, 8° 0′ O / 41.833°N,8.000°O | Portugal              | |
| 37° 0′ N, 8° 0′ O / 37.000°N,8.000°O  | Oceà Atlàntic         | |
| 33° 28′ N, 8° 0′ O / 33.467°N,8.000°O | Marroc                | Passa a través de Marràqueix (a 31° 38′ N, 8° 0′ O / 31.633°N,8.000°O) |
| 29° 7′ N, 8° 0′ O / 29.117°N,8.000°O  | Algèria               | |
| 26° 55′ N, 8° 0′ O / 26.917°N,8.000°O | Mauritània            | |
| 15° 30′ N, 8° 0′ O / 15.500°N,8.000°O | Mali                  | Passa a través de Bamako (a 12° 38′ N, 8° 0′ O / 12.633°N,8.000°O) |
| 10° 20′ N, 8° 0′ O / 10.333°N,8.000°O | Guinea                | |
| 10° 8′ N, 8° 0′ O / 10.133°N,8.000°O  | Costa d'Ivori         | |
| 9° 24′ N, 8° 0′ O / 9.400°N,8.000°O   | Guinea                | |
| 8° 29′ N, 8° 0′ O / 8.483°N,8.000°O   | Costa d'Ivori         | |
| 8° 12′ N, 8° 0′ O / 8.200°N,8.000°O   | Guinea                | Per uns 3 km |
| 8° 10′ N, 8° 0′ O / 8.167°N,8.000°O   | Costa d'Ivori         | Per uns 9 km |
| 8° 5′ N, 8° 0′ O / 8.083°N,8.000°O    | Guinea                | Per uns 6 km |
| 8° 2′ N, 8° 0′ O / 8.033°N,8.000°O    | Costa d'Ivori         | |
| 6° 19′ N, 8° 0′ O / 6.317°N,8.000°O   | Libèria               | |
| 4° 31′ N, 8° 0′ O / 4.517°N,8.000°O   | Oceà Atlàntic         | |
| 60° 0′ S, 8° 0′ O / 60.000°S,8.000°O  | Oceà Antàrtic         | |
| 70° 40′ S, 8° 0′ O / 70.667°S,8.000°O | Antàrtida             | Terra de la Reina Maud — reclamada per Noruega |